# مخیتار جرباشیان
مخیتار مکرتیچی جرباشیان (ارمنی: Մխիթար Մկրտիչի Ջրբաշյան؛ انگلیسی: Mkhitar Djrbashian؛ ۱۱ سپتامبر ۱۹۱۸ – ۶ مهٔ ۱۹۹۴) یک ریاضی‌دان اهل ارمنستان بود.

## زندگی‌نامه
وی در ۱۱ سپتامبر ۱۹۱۸ در ایروان به دنیا آمد و از دانشگاه دولتی ایروان و دانشگاه دولتی مسکو فارغ‌التحصیل گشت. وی عضو فرهنگستان ملی علوم ارمنستان بود. وی همچنین برنده جوایزی همچون نشان انقلاب اکتبر، نشان پرچم سرخ کار، نشان دوستی خلق و دانشمند شایسته ارمنستان شوروی (۱۹۶۴) شده است. وی در ۶ (۷) مهٔ ۱۹۹۴ در سن ۷۵ سالگی در ایروان درگذشت.